# Pycnoclavella stanleyi
Pycnoclavella stanleyi is een zakpijpensoort uit de familie van de Pycnoclavellidae. De wetenschappelijke naam van de soort is voor het eerst geldig gepubliceerd in 1949 door Berrill & Abbott.